# Делікатес

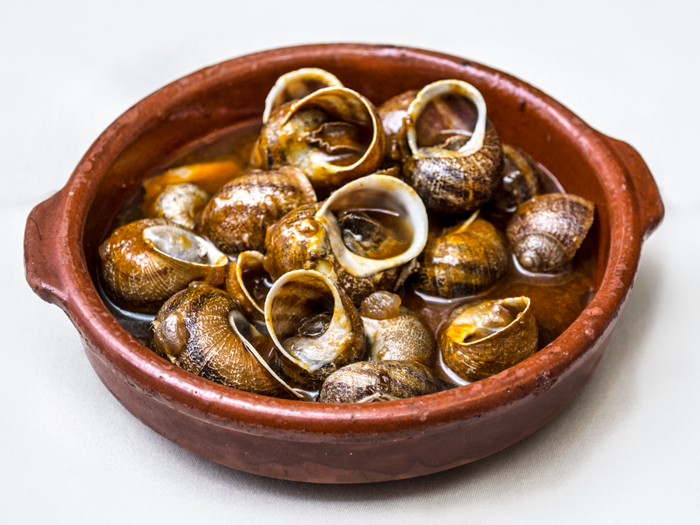
Страви з равликів у деяких культурах вважаються делікатесом

Делікате́с (фр. délicatesse від délicat з лат. delicatus — «вишукана тонка страва») — рідкісний і дорогий продукт харчування, що вважається дуже бажаним, витонченим або особливо відомим у певній культурі. В сучасній українській мові словом делікатес користуються як у прямому, так і в переносному сенсі. У непрямому значенні це не лише їжа, а щось інше: подія, факт тощо — чого чекають і що саме собою є дуже приємним, вишуканим, особливим і рідкісним.

## Делікатеси в кухнях світу

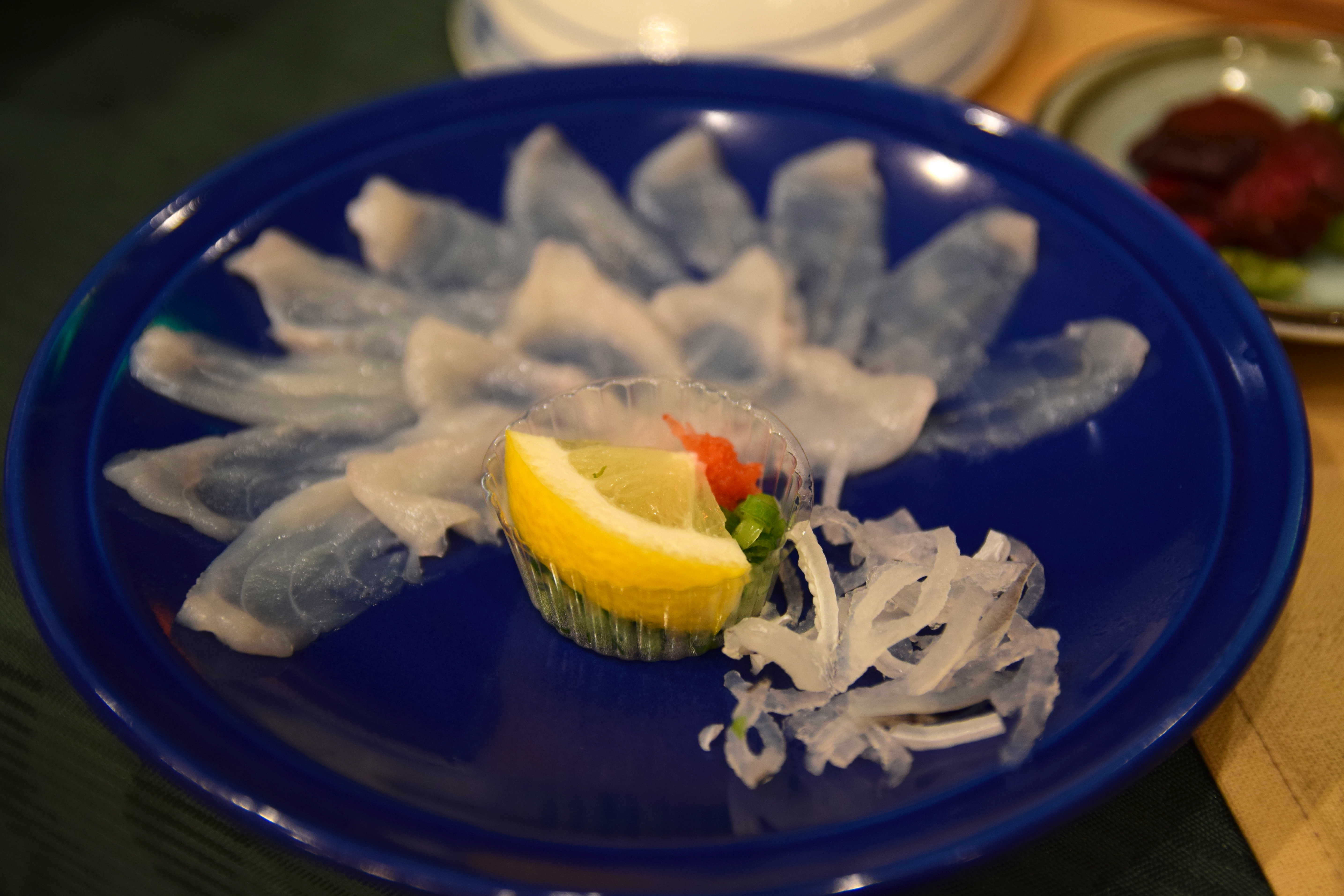
Страва з риби фугу

У кухнях народів світу їжа, що вважається делікатесом, дуже варіюється, і пояснюється це смаковими вподобаннями тих або інших народів. Подекуди делікатеси для одних народів є малоприйнятною їжею для решти людей світу. Скажімо, у корейців вишуканим наїдком вважається м'ясо певних порід собак, у ісландців — підгниле м'ясо акул, а у індіанців Бразилії — личинки деяких видів жуків. Торгівля делікатесами складала важливу статтю торгівлі за Середньовіччя між країнами Європи і Сходу. Цікаво, що в різний час у Європі, в тому числі і Україні делікатесами вважалися картопля і чай. В той же час, за епохи глобалізації зараз багато вишуканих страв національних кухонь стають міжнародними делікатесами, наприклад, японська страва з риби фуґу або гриби трюфелі, що стали відомими завдяки французькій кухні.
Українській кухні притаманна прагматичність, тому національна кухня українців особливих делікатесів ні у святкових (ні тим більше повсякденних) стравах особливо не включає. Для українців делікатесами були і лишаються м'ясо рідкісної дичини, чорний кав'яр (ікра), деякі сорти риби (переважно морської, наприклад сьомга).